# Jomutovka
Jomutovka (ruso: Хомуто́вка) es un asentamiento de tipo urbano de Rusia, capital del raión homónimo en la óblast de Kursk.
En 2021, el territorio del asentamiento tenía una población de 3754 habitantes, de los cuales 3750 vivían en el propio asentamiento y el resto en su única pedanía, el jútor de Elizavétinski.
Se ubica en el extremo occidental de la óblast, junto a la carretera M3 que une Briansk con Hlújiv. En Jomutovka sale de la M3 al noreste la A142, que lleva a Dmítriyev y Zheleznogorsk. El límite con la óblast de Briansk se ubica unos 5 km al oeste de Jomutovka.

## Historia
Se conoce la existencia de la localidad en documentos desde 1686. En sus primeras décadas era una slobodá que tuvo diversos topónimos como "Komaritski Jolm" (Комарицкий Холм), "Sokolye" (Соколье) o "Sokolovka" (Соколовка). Finalmente, a lo largo del siglo XVIII se reorganizó como pueblo (seló) con su topónimo actual. Originalmente pertenecía a la vólost de Komárichi y al uyezd de Sevsk de la gobernación de Oriol. Pablo I otorgó el señorío de Jomutovka a la familia noble Briskorn, que tuvo el pueblo entre sus tierras hasta principios del siglo XX. La Unión Soviética le dio el estatus de capital distrital en 1928, cuando se definieron los raiones de la óblast de Chernozem Central, y el de asentamiento de tipo urbano en 1967.